# Yalinga
Yalinga est une localité et une commune de République centrafricaine située dans la préfecture de Haute-Kotto dont elle constitue l'une des trois sous-préfectures. La superficie de la vaste commune de Yalinga est voisine de celle de la Suisse en Europe.

## Géographie
Yalinga se situe à 170 km à l’Est du chef-lieu de la préfecture de Haute-Kotto, Bria. La plupart des villages de la commune sont localisés sur l'axe Bria - Yalinga, route régionale RR16. Située à l’ouest de la préfecture de Haute-Kotto, la commune très étendue de Yalinga est limitrophe du Soudan, du Soudan du Sud et de huit communes centrafricaines.
| Ouandja                   | Soudan  | Soudan du Sud |
| Ouandja-Kotto, Ouadda     | Yalinga | Djemah        |
| Samba-Boungou, Daba-Nydou | Bakouma | Rafaï         |

## Histoire
Yalinga, doit son nom au chef traditionnel Yaligueu, il sera attribué après sa mort à une source d'eau, et se transforme en Yalinga qui est aujourd'hui le nom de la localité et du cours d'eau.
En 1930, la société cotonnière Comouna installe une usine d'égrenage à Yalinga.

## Villages
La commune compte 30 villages en zone rurale recensés en 2003 : Awalawa, Banguina, Bani, Camp Fonctionnaire, Doungou 1, Doungou 2, Doungou 3, Esseu, Flamako, Ganagome, Gbondjo, Koubou, Kpokpo, Lengo, Malatia, Mbangana 1, Mbangana 2, Mbihi, Ngbabolo, Ngoulia 1, Ngoulia 2, Nguerengou, Ngui 1, Ngui-Ngounda, Owou, Yakamale, Yangou-Aka, Yangouleo, Yangouzenda, Zoutikwa.

## Éducation
La commune compte 4 écoles en 2013 : Sous-préfectorale de Yalinga, à Awalawa, Ngoulia et Mbihi.

## Économie
Yalinga est desservie par un aérodrome, code AITA : AIG.